# 糙尾深海鰩
糙尾深海鰩（學名：Bathyraja trachura），為軟骨魚綱鰩目單鰭鰩科深海鰩屬的一種，分布於北太平洋白令海到墨西哥下加利福尼亞北部海域，深度213至2550公尺，本魚胸鰭寬圓，上顎牙齒27-36排，下顎牙齒26-36排，背部佈滿粗糙的刺，尾部的刺較大且粗壯，背面有刺，背部呈深紫色、棕色或灰色，氣孔有時呈淺色，腹部顏色比背部顏色淺灰色，嘴巴、鰓、泄殖腔上常有白色斑點，體長可達91公分，棲息在深海沙泥底質海域，為底棲性魚類，卵生，雌魚會產下有角的長方形卵囊，會成對出現，幼魚可能會跟隨大的個體，屬肉食性，以硬骨魚、甲殼類、環節動物為食，生活習性不明。